# Maybrook
Maybrook es una villa ubicada en el condado de Orange en el estado estadounidense de Nueva York. En el año 2000 tenía una población de 3,084 habitantes y una densidad poblacional de 890 personas por km².

## Geografía
Maybrook se encuentra ubicada en las coordenadas 41°29′21″N 74°12′48″O / 41.48917, -74.21333. Según la Oficina del Censo, la ciudad tiene un área total de 3 km² (1,2 mi²), de la cual 3 km² (1,2 mi²) es tierra y 0 km² (0 mi²) (0%) es agua.

## Demografía
Según la Oficina del Censo en 2000 los ingresos medios por hogar en la localidad eran de $52,872, y los ingresos medios por familia eran $56,912. Los hombres tenían unos ingresos medios de $40,165 frente a los $30,385 para las mujeres. La renta per cápita para la localidad era de $19,194. Alrededor del 6.1% de la población estaban por debajo del umbral de pobreza.